# Besondere Kennzeichen: keine (1956)
Besondere Kennzeichen: keine ist ein deutscher Spielfilm der DEFA von Joachim Kunert aus dem Jahr 1956 nach dem gleichnamigen Hörspiel der Drehbuchautorin Berta Waterstradt aus dem Jahr 1954.

## Handlung
Gerda Krauses Eltern besitzen ein Geschäft für Tabakwaren in Berlin. Ihr Mann versieht gemeinsam mit dem Mann ihrer besten Freundin seinen Dienst als Soldat der deutschen Wehrmacht an der Front. Im Laufe des Krieges bekommt sie zwei Kinder. Gegen Ende des Krieges fällt ihr Mann. In den schweren Jahren der Nachkriegszeit trägt sie deshalb die Last, für sich und ihre zwei Kinder zu sorgen, allein. Sie teilt das Schicksal vieler Trümmerfrauen und findet später Arbeit als Näherin in einer Fabrik. Sie verliebt sich in ihren Untermieter Werner Schneider, einen heimatlosen ehemaligen Soldaten, der sich auch mit den Kindern gut verträgt. Doch als dieser eine Nachricht von seiner, bis dahin vermissten Frau erhält, einigen sich Gerda und Werner, dass er zu dieser zurückkehrt.
In der Näherei möchte der Abteilungsleiter Zimmermann, der aus seiner Zuneigung zu Gerda keinen Hehl macht, sie zum Lehrerstudium schicken, doch sie lehnt ab. Erst die Begegnung mit Uschi, der sie vor dem Krieg regelmäßig bei den Schularbeiten half, lässt ihren alten Wunsch, Lehrerin zu werden, erneut aufkeimen. Unterstützung findet sie auch bei ihrer neuen Untermieterin, der Lehrerin Fräulein Grethmann. Nun geht sie doch zum Studium, welches sie erfolgreich abschließt. Nach einigen Anlaufschwierigkeiten finden Gerda und Zimmermann endlich zusammen.

## Produktion
Der Schwarzweißfilm Besondere Kennzeichen: keine hatte am Internationalen Frauentag, dem 8. März 1956 im Berliner Kino Babylon sowie im DEFA-Kino in der Berliner Kastanienallee Premiere. Die Erstaufführung im Deutschen Fernsehfunk erfolgte am 22. März 1956.
Markante Drehorte in Berlin waren der Alexanderplatz, der Rosenthaler Platz, die Komische Oper Berlin und das Institut für Lehrerbildung in Berlin-Köpenick.

## Kritik
Die Berliner Zeitung schrieb zum Film:

„Es ist eine Erzählung in Dialogen. Der Film ist also kein dramatisches Werk geworden, wo Spieler und Gegenspieler die Handlung bis zum Konflikt vorantreiben, sondern eine Szenenfolge, worin einzelne Szenen durchaus Ansätze für eine dramatische Fabel aufweisen, aber in der insgesamt eigentlich keine besonderen Kennzeichen vorhanden sind. Aus Berta Waterstradts gleichnamigem Hörspiel ist ein Film geworden, mit starken, bewegenden Stellen, aber auch mit Strecken, die belanglos wirken, weil sie so wenig neu sind und so sehr allgemein.“

Horst Knietzsch äußerte sich in der Neuen Deutschland folgendermaßen:

„Sie (Berta Waterstradt) zeigt ihre Hauptheldin nur oberflächlich, überwiegend in alltäglichen, gewöhnlichen Situationen, denen die Kraft der Aussage fehlt. Die Absicht der Autorin war lobenswert, doch die Filmkunst verlangt starke Konflikte: ohne sie geht es nicht. Glatte Charaktere lösen günstigenfalls Interesse, aber kein starkes Mitgefühl, keine starke Anteilnahme aus. Der Film enthält zwar eine Reihe recht eindrucksvoll gestalteter Szenen, doch nicht die Szene bestimmt den Wert eines Kunstwerkes.“

Im Lexikon des internationalen Films ist man der Meinung, dass die erzählerische Kraft des Films nur „durch sein didaktisches Finale geschmälert wird.“